# Cirkulationspumpe
En cirkulationspumpe er en pumpe som sørger for at vand – eller andre væsker – transporteres rundt i et rørsystem, eksempelvis et varmeanlæg med rør og radiatorer, som tilsammen opvarmer en bygning.
Cirkulationspumper fås i mange forskellige størrelser og funktionsprincipper, men alle typer har det til fælles at de skaber et tryk og et flow i rørsystemet. Pumpens størrelse afgøres af hvor stort tryk og hvor stort flow der er påkrævet for at løse den aktuelle opgave.
Den danskejede virksomhed Grundfos producerer omkring 50 % af verdens cirkulationspumper.

## Typiske anvendelser
De fleste boliger har en cirkulationspumpe i forbindelse med varmeinstallationen, til at cirkulere varmt vand rundt til boligens radiatorer. I større bygninger kan en enkelt pumpe trække adskillige lejligheder.
Man ser også ofte cirkulationspumper i forbindelse med varmeflader i større ventilationsanlæg, til cirkulation af varmt brugsvand i større bygninger (se brugsvandscirkulation), til cirkulation af kølevand i klimaanlæg eller industrielle anlæg eller andre applikationer.

## Typiske pumpetyper til cirkulation
Der findes utrolig mange forskellige typer pumper. I VVS-teknisk sammenhæng er der dog to typer som er dominerende:
- Vådløberpumpen, en pumpe hvor motoren er neddykket i væsken og køles af denne. De fleste cirkulationspumper i parcelhuse er af denne type, og begge de to viste fotos viser vådløberpumper.
- Tørløberpumpen, en pumpe hvor motoren er luftkølet. Denne pumpetype kan ikke overophedes hvis væskestrømmen blokeres, men har et lidt højere energiforbrug på grund af den vandtætte pakning som adskiller væske fra motor. Den kan oftest kendes på at motoren er luftkølet, og derfor har køleribber for enden.

Dertil kan pumper findes som enkelt- eller dobbeltpumper, og flere pumper kan sammenbygges i serie eller parallel drift.

## Hvor stor skal en pumpe være?
En cirkulationspumpe skal transportere mediet (som nævnt oftest vand) rundt i et rørsystem, og størrelsen afgøres derfor af to grundlæggende kriterier:
- mængden pumpen skal transportere, målt i liter pr. sekunder, kubikmeter i timen eller andet
- modstanden i rørsystemet, dvs. hvor meget pumpen skal trykke for at få mediet igennem rørsystemet. Måles typisk i kilopascal eller millimeter vandsøjle.

Pumpens størrelse fastlægges således at den kan klare begge krav. Kravene er ikke direkte afhængige af hinanden; man kan sagtens opleve et rørsystem med meget lav modstand og behov for meget højt flow.
Man vil ofte udføre pumpen mellem 20% og 50% for stor; dels medfører det bedre energieffektivitet, dels kan der ofte være behov for at skrue ekstra op for pumpens ydelse.
Dimensionering af en pumpe rummer dog forskellige fælder, såsom kavitation, dårligt driftspunkt, temperaturafhængighed eller specielle medie-data. De fleste pumpefabrikanter har gratis beregningsprogrammer på deres hjemmesider, og kan også stille teknisk rådgivning til rådighed.

## Styring
En traditionel pumpe har blot en tænd/sluk-kontakt, eller eventuelt en 3-trins manuel regulering. Nyere pumper har indbygget tryksensorer før og efter pumpen samt en lille computer med omdrejningsregulering, og dermed indstiller man blot det tryk og flow som pumpen skal levere. Dette medfører en væsentlig energibesparelse i rørsystemer hvor trykket kan variere, såsom radiatoranlæg hvor termostaterne åbner og lukker, mens princippet i sig selv kun medfører en moderat energibesparelse hvis trykbehovet er konstant.
Samtidig har den almindelige tekniske udvikling af både styring, motorudformning og ikke mindst magnetiske materialer medført et generelt lavere energiforbrug, og således vil en moderne, reguleret pumpe kunne medføre en energibesparelse, selv i en situation hvor behovet for regulering ikke alene retfærdiggør en udskiftning.